# ティエリー・デュソトワール
ティエリー・デュソトワール（Thierry Dusautoir、1981年11月18日-）はコートジボワール、アビジャン出身の元ラグビー選手。フランカーとして、フランス代表とスタッド・トゥールーザンなどでプレーし、2017年に引退した。
ペピート・エロルガと同様、フランス人の父親とコートジボワール人の母親を持つ。
グランゼコールの一つであるボルドー国立高等化学物理学校（fr:École nationale supérieure de chimie et de physique de Bordeaux）の学位を取得している。

## キャリア

### クラブ
- 2001-2003　ベーグル＝ボルドー　Bègles-Bordeaux
- 2003-2004　USコロミエ　US Colomiers
- 2004-2006　ビアリッツ・オランピック　Biarritz Olympique
- 2006-2017    　スタッド・トゥールーザン　Stade Toulousain

### フランス代表
2006年6月17日のルーマニア戦で初キャップ。
ラグビーワールドカップ2007では負傷したエルヴィス・ヴェルムランに代わって追加招集された。

## タイトル

### クラブ
- Top14優勝：2005、2006。

### フランス代表
- 10セレクション。
- 3トライ、15得点。
- 年ごとのセレクション：3(2006)、7(2007)。

### ワールドカップ
- 2007年：5セレクション（ナミビア、アイルランド、ニュージーランド、イングランド、アルゼンチン（三位決定戦））。

### その他のセレクション
- フランスA代表
  - 2004：2セレクション（イングランドA代表、イタリアA代表）。
  - 2006：2セレクション（アイルランドA代表、イタリアA代表）。
- フランスU-21代表：2001（オーストラリア開催）、2002（南ア開催）。
- フランス大学生代表。